# Tony Fruscella
Tony Fruscella (Orangeburg, 4 febbraio 1927 – New York, 14 agosto 1969) è stato un trombettista statunitense.

## Biografia
Tombettista americano cresciuto in un orfanotrofio dove studia musica con Jerome Cnuddle. Esce dall'istituto a 15 anni e conosce il jazz. A 18 anni presta il servizio militare dove suona nella banda dell'esercito. Nel 1948 entra per la prima volta in sala di incisione assieme a Red Mitchell, Bill Triglia, Dave Troy e Chick Naures. La seduta verrà pubblicata solo molti anni dopo.
Nella prima metà degli anni 50 suona con Lester Young, Gerry Mullingan e Stan Getz. La collaborazione con quest'ultimo è testimoniata da due brani incisi per la Verve e da una manciata di registrazioni di fortuna.
Nel 1952 viene registrato privatamente nel suo studio da Rudy Van Gelder. Anche questi quattro brani vedranno la luce una trentina d'anni dopo.
Collabora soprattutto con Don Joseph, Brew More, Art Mordigan, suonando soprattutto al Open Door, dove suona spesso anche con Charlie Parker.
L'unica seduta ufficiale è quella dell'Atlantic, tra il 29 marzo e il 1º aprile del 1955. Gli arrangiamenti e le composizioni sono di Phil Sunkel. Al tenore c'è Allen Eager, al piano Bill Triglia. In questa che resta la migliore testimonianza della sua musica c'è anche un riferimento alla musica ecclesiastica ascoltata nell'infanzia: infatti il tema di His Master Voice coincide con il famoso canto Prendi questa offerta. Da questa seduta viene prodotto l'omonimo Tony Fruscella, che resterà il suo unico album ufficiale come leader.
I problemi di droga e alcolismo lo condizionano pesantemente consentendogli solo qualche ingaggio fuori dal grande giro. Praticamente senza fissa dimora, muore di cirrosi epatica nel 1969.

## Vita privata
È stato sposato con Morgana King.

## Discografia

### Come Leader
- 1955 - Tony Fruscella (Atlantic Records, LP 1220)

### Raccolte o album postumi
- 1981 - Debut (Spotlite Records, SPJ 126)
- 1981 - Fru'n Brew (Spotlite Records, SPJ 151)
- 1999 - A Night at the Open Door (Jazz Factory Records, JFCD22802)
- 1999 - Pernod (Disconforme SL Records, JFCD22804)
- 1999 - Tony's Blues (Disconforme SL Records, JFCD22805)
- 2001 - Brooklyn Jam 1952 (M&I Japan Records, MYCJ-30124)
- 2011 - The Tony Fruscella & Brew Moore Quintet - The 1954 Unissued Atlantic Session (Fresh Sound Records, FSR-CD 660)